# Світове споживання кави

Мапа споживання кави на душу населення, кг

У 2021 році у світі споживання кави зросло на 1% і склало 166 346 тисяч 60-кг мішків кавових зерен. Близько 30-40% людей споживає каву щодня. 
Щодня у світі випивається понад 2,25 мільярда чашок кави. Найбільше споживають каву у високорозвинених країнах: Скандинавія, Північна Америка та Західна Європа.
У 2016 році світовий експорт кави становив 19,4 мільярда доларів. Кава не є другим за важливістю комерційним продуктом у світі після нафти, але це другий за важливістю комерційний продукт, який експортується країнами, що розвиваються.
Фінляндія є найбільшим у світі споживачем кави на людину із показником 12 кг/рік у 2016. Середній фін випиває близько чотирьох чашок на день. Кава настільки популярна у Фінляндії, що дві 10-хвилинні перерви на каву є обов’язковими для фінських працівників.

## Споживання кави на душу населення[4]
Дані представлено за 2016 рік:
1. Фінляндія — 12 кг
2. Норвегія — 9,9 кг
3. Ісландія — 9 кг
4. Данія — 8,7 кг
5. Нідерланди — 8,4 кг
6. Швеція — 8,2 кг
7. Швейцарія — 7,9 кг
8. Бельгія — 6,8 кг
9. Люксембург — 6,5 кг
10. Канада — 6,5 кг

## Валовий обсяг споживання кави[5]
Іншим показником, який часто використовує Міжнародна організація кави для вимірювання споживання кави, є загальний обсяг спожитих кавових зерен. Цей показник просто обчислює загальну кількість 60-фунтових (27 кг) мішків сухих кавових зерен, які споживає кожна країна. 
*Одиниця виміру = 60 фунтові мішки
1. Сполучені Штати Америки — 26,7
2. Бразилія — 22
3. Німеччина — 8,7
4. Японія — 7,4
5. Франція — 6,2
6. Італія — 5,5
7. Індонезія — 4,8
8. Росія - 4,6
9. Канада — 3,9
10. Ефіопія — 3,3

## Україна
Україна знаходиться на 25 місці у світі за обсягом споживання кави. У цілому в 2021 році обсяг ринку натуральної та розчинної кави в Україні склав 75 000 тонн, валове споживання становило 3,3% від світового, а імпорт склав 1379 тисяч мішків.
Станом на 2020 рік середній українець споживає 3 кг меленої кави на рік та 100 чошок кави поза домом, що є найменшим показником у Європі. Втім, за даними Pro Consulting, Україна показує один з найвищих темпів зростання споживання натуральної зернової кави серед країн ЄС. 
Найбільше кави споживають в містах мільйонниках: Києві, Дніпрі, Харкові та Одесі. Обсяг роздрібних продажів кави зріс з 9,89 тис кг у 2018 році до 10,05 тис. кг у 2020 році. Загалом за 2010-2019 рр. імпорт кави в Україну зріс на 118%. Найбільшими експортерами, з яких Україна імпортувала каву у 2020 році, були Польща (22,7%), Італія (15,3%) та Німеччина (8,1%).  
У 2018 році в Києві відкрилося 42 кав'ярні і стрімкого поширення набуває формат кави на виніс. Найбільше кави споживає молодь та середній клас, а американо є найпопулярнішим напоєм, який замовляють в кав'ярнях.  

## CША
У 2000 році в США споживання кави становило 22,1 галона (100,5 літрів) на душу населення.  Понад 150 мільйонів американців (від 18 років і старше) п’ють каву щодня, випиваючи понад 400 млн чашок щодня. У 2008 році це був гарячий напій номер один, який вибирали клієнти магазинів, приносячи близько 78 відсотків продажів у категорії гарячих напоїв.
Найбільші обсяги кави споживають міста Нью-Йорк, Сіетл та Сан-Франциско. Загалом же у США налічується більше 20 000 великих кав'ярень.

## Розподіл по видах кави
Розчинну каву найбільше спожювають в Азії: Китай, Росія, Туреччина тощо, втім її ринок постійно зменшується.

## Безпечна доза кофеїну
Безпечне споживання кофеїну на день еквівалентно 300 міліграмам. Вміст кофеїну у чашці еспресо становить близько 70 мг.
Дорослим рекомендується випивати не більше 3-4 чашок кави на день, оскільки надмірне вживання кофеїну призводить до порушення сну, підвищеного серцебиття і тахікардії. 